# 秋の気配
「秋の気配 / 恋人よ そのままで」（あきのけはい こいびとよ そのままで）は、1977年8月5日に発売されたオフコース通算11枚目のシングル。

## 解説
「秋の気配」、「恋人よ そのままで」両曲ともアルバム『JUNKTION』の先行シングル曲で、アルバム収録曲と同内容。本作からグループ名のカナ表記が“オフ・コース”から“オフコース”に変更された。
「秋の気配」はベスト・アルバム『SELECTION 1973-78』にイントロとアウトロのストリングスが大きいミックスで収録されたほか、後に小田和正がアルバム『LOOKING BACK』でセルフ・カヴァーしている。
後に小田は、詞について“女にふられたみたいな経験がなかったから書けた”という。「もし、女に捨てられたような経験があったとしたら、あんなに傲慢にはならんでしょう。“嘘でもいいから ほほえむふりをして”みたいな、そんな都合のいい話はないわけでさ。“いちばん好きな曲は?”って、ファンクラブでアンケートをとると必ず1位になったんだよ。“こんなに冷たい男なのに、どこがいいんだ?”って、いっつも思ったもんね。“この男の正体を、君たちはわかってないな”って」「“ぼくがあなたから離れてゆく”って歌うと、まるでとてもやさしい人で、やむを得ず離れていくような…。“別々の生き方を見つけよう”とかって、よく映画の別れの場面であるじゃない? “いつの間にかすれ違った”、とか。でも、本当に好きだったら、別れないもんね。別れるのは“好き度”が低下したからなんだし、もっといい相手が出てきて“こっちのほうがいいなあ”と思ったからかもしれないんで。そういう傲慢な気持ちを横浜の風景の中に隠したのが、あの曲だったんだ。でも、書いたときは必死だったんだよ、言葉さがして。本当はそんなつもりなかったんだけど、あとで考えたらひどい男だな、と」「とはいっても、“ぼくのせいいっぱいのやさしさを あなたは受けとめる筈もない”っていうとこは、悪いのは自分だっていうのを認めてもいるわけで。あそこは大事なところで、きっかけにはなったかもしれないな、この歌を書く」とインタビューで答えている。また、歌詞の“港が見下ろせるこだかい公園”の一節は、横浜港の見える丘公園のことと言われている。
また、清水仁はこの曲のレコーディングについて「このレコーディングがまた大変やった。なにしろバッド・ボーイズのときと、レコーディングのやり方がぜんぜん違うわけ。以前は、アレンジなんかも決まってて、そのとおり演奏すればよかったの。なのにオフコースは、コードだけしか決まってなくて、スタジオに来て、ああしよう、こうしようなの。もう俺、つらくて泣きそうになったわ。あるときも小田ちゃんに“仁、この8小節なんか考えてよ”って言われて、ドキッとした。なにもわからんのに8小節、俺に任されたみたいな感じなわけ。これはヤバかった。もうねぇ、ワラをもつかむ思いで、ウワァーツと考えて、ドキドキしながらやったわ」と話している。レコーディング参加は前作「こころは気紛れ」からだが、このレコーディングで本当にオフコースの一員になれた気がしたという。
「恋人よ そのままで」は後に鈴木康博がアルバム『FORWARD』にてセルフ・カヴァーしている。

## 収録曲

### SIDE A
1. 秋の気配   AKI NO KEHAI  –  (3'54")
作詩[注釈 7] · 作曲：小田和正、編曲：オフコース、ストリングス編曲：小田和正

### SIDE B
1. 恋人よ そのままで   KOIBITO YO SONOMAMA DE  –  (3'24")
作詩[注釈 7] · 作曲：鈴木康博、編曲：オフコース

## レコーディング・メンバー

### 秋の気配
| 小田和正   | - Lead Vocal, Chorus - Electric Piano                            |
| 鈴木康博   | - Vocal, Chorus - Acoustic Guitar - Gut Guitar - Electric Guitar |
| 清水仁     | Electric Bass                                                    |
| 大間ジロー | - Drums - Percussions                                            |

|                                         |
| 武藤敏史 · 小田和正 · 鈴木康博 · 制作   |
| 1977年5月23日 – 26日 音響ハウスにて録音 |

## スタッフ
- プロデュース：武藤敏史、小田和正、鈴木康博

## リリース日一覧
| 地域 | タイトル                     | リリース日   | レーベル                        | 規格               | カタログ番号 | 備考 |
| ---- | ---------------------------- | ------------ | ------------------------------- | ------------------ | ------------ | --- |
| 日本 | 秋の気配 / 恋人よ そのままで | 1977年8月5日 | EXPRESS ⁄ TOSHIBA EMI           | 7"シングルレコード | ETP-10270    | ジャケット記載のグループ名カナ表記が“オフ・コース”から“オフコース”に変更されている。 |
| 日本 | 秋の気配 / 恋人よ そのままで | 2020年6月3日 | USM JAPAN ⁄ UNIVERSAL MUSIC LLC | CD                 | UPCX-4232    | デビュー・シングル『群衆の中で / 陽はまた昇る』からラスト・シングル『夏の別れ / 逢いたい』までを収録した全36枚組CD BOX『コンプリート・シングル・コレクションCD BOX』(UPCY-9918)の中の1タイトル。発表当時のアナログ7インチ・シングルのアートワークを再現した12cm紙ジャケット仕様CD。 |